# Confine di Stato di Porto Ceresio
Il confine di Stato di Porto Ceresio (anche noto come valico di Porto Ceresio) è un valico di frontiera tra Italia e Svizzera (e precisamente tra i territori della provincia di Varese e del Canton Ticino). Vi hanno sede una tenenza della Guardia di Finanza e un distaccamento dei Carabinieri.
Il valico italiano si trova nel comune di Porto Ceresio, sul Lago di Lugano, costituendo il terminale settentrionale della strada statale 344 di Porto Ceresio, la quale diviene strada cantonale non appena passa il confine ed entra nel territorio del comune elvetico di Brusino Arsizio.
Erano parte integrante della frontiera anche la stazione di Porto Ceresio (capolinea della ferrovia Varese-Porto Ceresio) e il prospiciente imbarcadero (servito dai battelli di linea della navigazione del lago di Lugano): la fascia d'acqua del Ceresio compresa tra i comuni di Lavena Ponte Tresa e Porto Ceresio gode infatti di status extraterritoriale, ove persone e merci si considerano espatriate in Svizzera non appena lasciata la riva italiana. Sia la stazione che il molo furono dunque per qualche tempo dotate di presidi doganali distaccati, successivamente dismessi allorché (dopo la seconda guerra mondiale) il sistema di trasporto ferroviario e lacustre perse d'importanza.